# 貝亞維斯塔

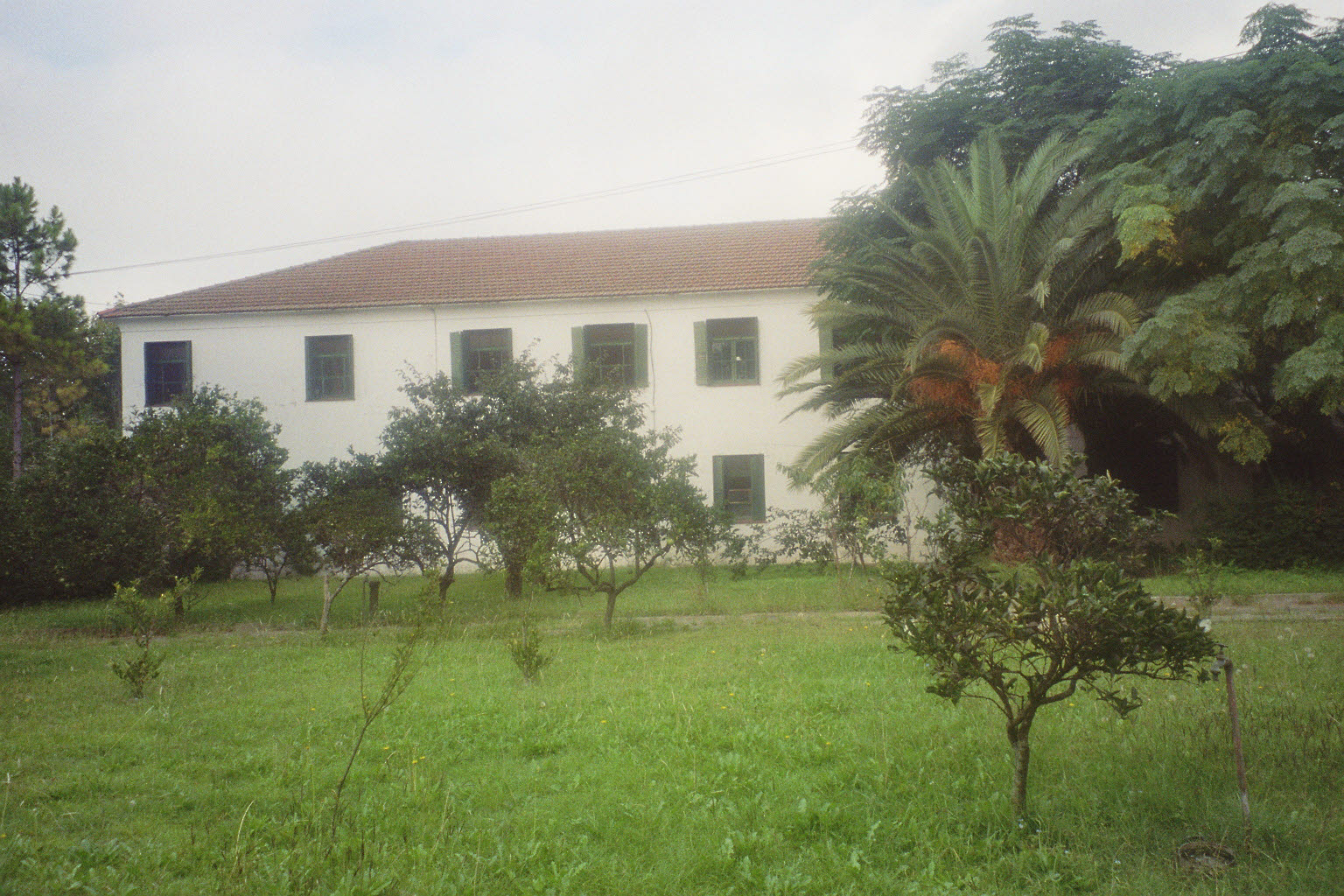
貝亞維斯塔

貝亞維斯塔是阿根廷的城市，位於該國東部，距離首都布宜諾斯艾利斯30公里，由布宜諾斯艾利斯省負責管轄，海拔高度19米，受亞熱帶氣候影響。